# Lachin (quận)
Lachin (tiếng Azerbaijan:Laçın) là một quận thuộc Azerbaijan. Dân số thời điểm năm 2012 là 63162 người.